# سوکولوفکا (شهرستان داولکانوفسکی، باشقیرستان)
سوکولوفکا (انگلیسی: Sokolovka, Davlekanovsky District, Republic of Bashkortostan) یک شهرک در شهرستان داولکانوفسکی در استان باشقیرستان کشور روسیه است.